# Radim Koráb
Radim Koráb (* 8. dubna 1969, Brno) je český divadelní herec. V Brně založil Divadlo Koráb, zaměřené zejména na rodiny s dětmi.

## Život
V letech 1975–1983 byl žákem ZŠ Horní v Brně. V letech 1983–1988 studoval Střední průmyslovou školu strojní na Sokolské, kterou málem nedokončil kvůli účasti v prvomájovém průvodu na kolečkových bruslích. V roce 1988 se pokoušel studovat lékařskou fakultu a zúčastnil se kněžského semináře v Olomouci. Mezi lety 1988–1989 roznášel obědy v Dětské nemocnici v Brně. V této době získal první herecké zkušenosti v brněnském amatérském divadle Propadlo (hry Piknik, L. Smoček, Návštěva expertů, E. Bondy) a na ZUŠ Jaroslava Kvapila (literárně-dramatický obor). V období 1989–1990 působil jako vychovatel na ZŠ Mifkova (dnešní ZŠ Novolíšeňská) a třídil balíky na poště. Na podzim roku 1990 nastoupil jako kulisák do Zemského divadla v Brně (dnes Mahenovo divadlo, Národní divadlo Brno), kde záhy získal hereckou příležitost v představení režiséra Zdeňka Kaloče Zvěstování Panně Marii (1991) a poté následovaly inscenace Labutí píseň (1991) v režii Arnošta Goldflama, Hrozná pomsta (1992, režie A. Bergman) a Okresní město (1992, režie A. Goldflam).
V letech 1992–1995 studoval herectví na Střední škole dramatického umění při Severomoravském divadle v Šumperku pod vedením lektorů z JAMU, FAMU a univerzity v Olomouci (Zdeněk Černín, Brigita Hertlová, Jaromír Janeček, Stano Sládeček, Tomáš Steiner a další), kde se představení studentů stala součástí programu divadla (např. inscenace Zlatovláska, 1993, Cvičení stylu, 1993, Spor, 1993, Večer tříkrálový, 1993). S ostatními studenty zde založil divadelně-rozhlasový spolek o. s. Švitáž, který uváděl vlastní divadelní představení, rozhlasový pořad Mrtvej čas na rádiu Prima a další. Po ukončení studia byl rok v angažmá v Severomoravském divadle Šumperk (Dvě noci s dívkou, 1994, Mluv ke mně jako déšť, 1994, Popelka, 1994, Sluha dvou pánů, 1994, Sto dukátů za Juana, 1994, Vedlejší příznaky, 1994, Maryša, 1995, Venušin chomout aneb Kudlanka v ringu, 1995, Aucassine a Nicoletta, 1995, O myších a lidech, 1995, Podivné příhody pana Pimpipána, 1995, Zlý duch Lumpacivagabundus, 1995, Hamlet, 1996, Ženitba, 1996, Obchodník s deštěm, 1996).
V roce 1996 nastoupil do angažmá v Loutkovém divadle Radost v Brně, kde působil do roku 2008 (inscenace Dostavník do Lordsburgu, 1996, Dlouhý, Široký a Bystrozraký, 1996, Lucerna, 1997, Husovické Betlém, 1997, Sněhurka a sedm permoníků, 1998, Carmen aneb Lásky hra osudná, 1998, Královna Koloběžka, 1999, Převýborná historie o benátském kupci, 1999, O Šípkové Růžence, 2000, Václav Babinský, strašný lesů pán, 2000, Pohádka o Palečkovi, 2001, Na tý louce zelený, 2001, Málinka, bobr a král na střeše, 2002, Míček Flíček, 2002, Rychlé šípy aneb Kam se poděli gentlemani?, 2003, Vlasta kopla Vlastu aneb Dívčí válka v Čechách, 2004, Broučci, 2005). Ve stejném období působil také v Ořechovském divadle (inscenace Cvokstory, Mam’zelle Nitouch-ky, Po všem hovno, po včelách med, Strakonický dudák, Zvířecí divadlo). V roce 1996 zároveň začaly vznikat obrysy Divadla Koráb, kterému se po angažmá v divadle Radost začal věnovat naplno.
Vedle divadelních rolí získal i několik hereckých příležitostí v TV seriálech, např. Četnické humoresky (epizody Volavka, 2001, a Rýhonosec řepný, 2007), Okno do hřbitova (2011), Znamení koně (2011), Život a doba soudce A. K. (epizoda Patláci, 2017), Hlava medúzy (2021) a Stíny v mlze (2021). Dále si zahrál průvodce v televizních dokumentárních cyklech o architektuře a historii Proměny města Brna (2008) a Brněnský pravěk aneb Co bylo před Brnem (2009). Největší zážitek z natáčení má díky roli měšťana ve filmu Lazebník sibiřský (1998) v režii Nikity Michalkova. Kromě herectví se věnuje také fotografování, uspořádal autorské výstavy v Litomyšli (bar galerie Garáž, 2004), Kojetíně (Galerie VIC, 2004), Hodoníně (galerie Vednevnoci, 2006), Boleradicích (Galerie Bařina, 2016, výstava ve vinných sklepech a ulicích), Olomouci (galerie Osa) a v Brně (Vinná galerie, 2005, Kafe do vany, 2013, kavárna Falk, 2016, Duck bar). Má čtyři děti.

## Soupis divadelních představení

### Národní divadlo Brno (Mahenovo divadlo)
- Zvěstování Panně Marii (1991)
- Labutí píseň (1991)
- Hrozná pomsta (1992)
- Okresní město (1992)

### Severomoravské divadlo Šumperk
- Zlatovláska (1993)
- Cvičení stylu (1993)
- Spor (1993)
- Večer tříkrálový (1993)
- Dvě noci s dívkou (1994)
- Mluv ke mně jako déšť (1994)
- Popelka (1994)
- Sluha dvou pánů (1994)
- Sto dukátů za Juana (1994)
- Vedlejší příznaky (1994)
- Maryša (1995)
- Venušin chomout aneb Kudlanka v ringu (1995)
- Aucassine a Nicoletta (1995)
- O myších a lidech (1995)
- Podivné příhody pana Pimpipána (1995)
- Zlý duch Lumpacivagabundus (1995)
- Hamlet (1996)
- Ženitba (1996)
- Obchodník s deštěm (1996)

### Divadlo Radost
- Dostavník do Lordsburgu (1996)
- Dlouhý, Široký a Bystrozraký (1996)
- Lucerna (1997)
- Husovické Betlém (1997)
- Sněhurka a sedm permoníků (1998)
- Carmen aneb Lásky hra osudná (1998)
- Královna Koloběžka (1999)
- Převýborná historie o benátském kupci (1999)
- O Šípkové Růžence (2000)
- Václav Babinský, strašný lesů pán (2000)
- Pohádka o Palečkovi (2001)
- Na tý louce zelený (2001)
- Málinka, bobr a král na střeše (2002)
- Míček Flíček (2002)
- Rychlé šípy aneb Kam se poděli gentlemani? (2003)
- Vlasta kopla Vlastu aneb Dívčí válka v Čechách (2004)
- Broučci (2005)

### Ořechovské divadlo
- Cvokstory
- Mam’zelle Nitouch-ky
- Po všem hovno, po včelách med
- Strakonický dudák
- Zvířecí divadlo

### Divadlo Koráb
- Betlém aneb Putování za hvězdou
- Bohatýrská pohdáka
- Dlouhý, Široký a Bystrozraký
- Hvězdné pohádky
- Jak rytíř s rýmou zatočil
- Karkulka Červená
- Kašpárek a drak
- Kocour v botách
- O Budulínkovi
- O Zlatovlásce
- Perníková chaloupka
- Pohádka pro 3 + 1 prasátka
- Princ Bajaja
- Princezna na hrášku
- Princezna s dlouhým nosem
- Pták Ohnivák a liška Ryška
- Sindibádova dobrodružství
- Sněhurka a sedm trpajzlíků

## Filmografie

### TV seriály
- Četnické humoresky (epizody Volavka, 2001, a Rýhonosec řepný, 2007)
- Okno do hřbitova (2011)
- Znamení koně (2011)
- Život a doba soudce A. K. (epizoda Patláci, 2017)
- Hlava medúzy (2021)
- Stíny v mlze (2021)

### Dokumentární
- Proměny města Brna (2008)
- Brněnský pravěk aneb Co bylo před Brnem (2009)